# Квалификације за Светско првенство у фудбалу 2022 — УЕФА група Х
Група Х европских квалификација за Светско првенство у фудбалу 2022. се састојала од 6 репрезентацијаː Хрватска, Словачка, Русија, Словенија, Кипар и Малта.
Репрезентација Хрватске је као првопласирана репрезентација изборила директан пласман на првенство, док је Русија као другопласирана репрезентација требала отићи у бараж, међутим, 28. фебруара 2022. ФИФА је суспендовала руску репрезентацију са квалификација због руске инвазије на Украјину. 

## Табела
| Легенда                                          |
| ------------------------------------------------ |
| Репрезентација која се квалификује у првом кругу |
| Суспендована из квалификација                    |

| Табела групе Х | Табела групе Х | Табела групе Х | Табела групе Х | Табела групе Х | Табела групе Х | Табела групе Х | Табела групе Х | Табела групе Х | Табела групе Х |  |          |        |          |           |       |       |  | Домаћи | Домаћи | Домаћи | Домаћи | Домаћи | Домаћи | Домаћи | Гости | Гости | Гости | Гости | Гости | Гости | Гости |
|                | Репрезентација | И              | Д              | Н              | И              | ДГ             | ПГ             | ГР             | Бод.           |  | Хрватска | Русија | Словачка | Словенија | Кипар | Малта |  | И      | Д      | Н      | И      | ДГ     | ПГ     | Бод.   | И     | Д     | Н     | И     | ДГ    | ПГ    | Бод.  |
| 1.             | Хрватска       | 10             | 7              | 2              | 1              | 21             | 4              | +17            | 23             |  | -        | 1:0    | 2:2      | 3:0       | 1:0   | 3:0   |  | 5      | 4      | 1      | 0      | 10     | 2      | 13     | 5     | 3     | 1     | 1     | 11    | 2     | 10    |
| 2.             | Русија         | 10             | 7              | 1              | 2              | 19             | 6              | +13            | 22             |  | 0:0      | -      | 1:0      | 2:1       | 6:0   | 2:0   |  | 5      | 4      | 1      | 0      | 11     | 1      | 13     | 5     | 3     | 0     | 2     | 8     | 5     | 9     |
| 3.             | Словачка       | 10             | 3              | 5              | 2              | 17             | 10             | +7             | 14             |  | 0:1      | 2:1    | -        | 2:2       | 2:0   | 2:2   |  | 5      | 2      | 2      | 1      | 8      | 6      | 8      | 5     | 1     | 3     | 1     | 9     | 4     | 6     |
| 4.             | Словенија      | 10             | 4              | 2              | 4              | 13             | 12             | +1             | 14             |  | 1:0      | 1:2    | 1:1      | -         | 2:1   | 1:0   |  | 5      | 3      | 1      | 1      | 6      | 4      | 10     | 5     | 1     | 1     | 3     | 7     | 8     | 4     |
| 5.             | Кипар          | 10             | 1              | 2              | 7              | 4              | 21             | -17            | 5              |  | 0:3      | 0:2    | 0:0      | 1:0       | -     | 2:2   |  | 5      | 1      | 2      | 2      | 3      | 7      | 5      | 5     | 0     | 0     | 5     | 1     | 14    | 0     |
| 6.             | Малта          | 10             | 1              | 2              | 7              | 9              | 30             | -21            | 5              |  | 1:7      | 1:3    | 0:6      | 0:4       | 3:0   | -     |  | 5      | 1      | 0      | 4      | 5      | 20     | 3      | 5     | 0     | 2     | 3     | 4     | 10    | 2     |

## Резултати
| Кипар | 0:0    | Словачка |
| ----- | ------ | -------- |
|       | Детаљи |          |

| Малта     | 1:3    | Русија                                   |
| --------- | ------ | ---------------------------------------- |
| Мбонг 56’ | Детаљи | Дзјуба 23’ · Фернандес 35’ · Соболев 90’ |

| Словенија  | 1:0    | Хрватска |
| ---------- | ------ | -------- |
| Ловрић 15’ | Детаљи |          |

| Русија          | 2:1    | Словенија  |
| --------------- | ------ | ---------- |
| Дзјуба 26’, 35’ | Детаљи | Иличић 36’ |

| Хрватска    | 1:0    | Кипар |
| ----------- | ------ | ----- |
| Пашалић 40’ | Детаљи |       |

| Словачка                    | 2:2    | Малта                      |
| --------------------------- | ------ | -------------------------- |
| Стрелец 49’ · Шкринијар 53’ | Детаљи | Гамбин 16’ · Сатариано 20’ |

| Кипар     | 1:0    | Словенија |
| --------- | ------ | --------- |
| Питас 42’ | Детаљи |           |

| Хрватска                                      | 3:0    | Малта |
| --------------------------------------------- | ------ | ----- |
| Перишић 62’ · Модрић 76’ (пен.) · Брекало 90’ | Детаљи |       |

| Словачка                | 2:1    | Русија        |
| ----------------------- | ------ | ------------- |
| Шкринијар 38’ · Мак 74’ | Детаљи | Фернандес 71’ |

| Малта                      | 3:0    | Кипар |
| -------------------------- | ------ | ----- |
| Атард 44’, 54’ · Мбонг 46’ | Детаљи |       |

| Русија | 0:0    | Хрватска |
| ------ | ------ | -------- |
|        | Детаљи |          |

| Словенија      | 1:1    | Словачка    |
| -------------- | ------ | ----------- |
| Стојановић 42’ | Детаљи | Боженик 32’ |

| Кипар | 0:2    | Русија                        |
| ----- | ------ | ----------------------------- |
|       | Детаљи | Јерохин 6’ · Жемалетдинов 55’ |

| Словенија         | 1:0    | Малта |
| ----------------- | ------ | ----- |
| Ловрић 44’ (пен.) | Детаљи |       |

| Словачка | 0:1    | Хрватска     |
| -------- | ------ | ------------ |
|          | Детаљи | Брозовић 86’ |

| Хрватска                                | 3:0    | Словенија |
| --------------------------------------- | ------ | --------- |
| Ливаја 33’ · Пашалић 66’ · Влашић 90+4’ | Детаљи |           |

| Русија                         | 2:0    | Малта |
| ------------------------------ | ------ | ----- |
| Смолов 10’ · Бакаев 84’ (пен.) | Детаљи |       |

| Словачка                  | 2:0    | Кипар |
| ------------------------- | ------ | ----- |
| Шранц 55’ · Кошчелник 77’ | Детаљи |       |

| Кипар | 0:3    | Хрватска                                     |
| ----- | ------ | -------------------------------------------- |
|       | Детаљи | Перишић 45+2’ · Гвардијол 80’ · Ливаја 90+2’ |

| Малта | 0:4    | Словенија                                |
| ----- | ------ | ---------------------------------------- |
|       | Детаљи | Иличић 27’, 60’ · Шпорар 49’ · Шешко 67’ |

| Русија              | 1:0    | Словачка |
| ------------------- | ------ | -------- |
| Шкринијар 24’ (аг.) | Детаљи |          |

| Кипар                     | 2:2    | Малта                         |
| ------------------------- | ------ | ----------------------------- |
| Папулис 7’ · Сотирију 80’ | Детаљи | Мускат 53’ · Дегабријел 90+8’ |

| Хрватска                  | 2:2    | Словачка                   |
| ------------------------- | ------ | -------------------------- |
| Крамарић 25’ · Модрић 71’ | Детаљи | Шранц 20’ · Хараслин 45+1’ |

| Словенија  | 1:2    | Русија                   |
| ---------- | ------ | ------------------------ |
| Иличић 40’ | Детаљи | Дивејев 28’ · Џикија 32’ |

| Русија                                                                      | 6:0    | Кипар |
| --------------------------------------------------------------------------- | ------ | ----- |
| Јерохин 4’, 87’ · Смолов 55’ · Мостовој 56’ · Сутормин 62’ · Заболотниј 82’ | Детаљи |       |

| Малта              | 1:7    | Хрватска                                                                                 |
| ------------------ | ------ | ---------------------------------------------------------------------------------------- |
| Брозовић 31’ (аг.) | Детаљи | Перишић 6’ · Ћајета-Цар 22’ · Пашалић 39’ · Модрић 45+1’ · Мајер 47’, 64’ · Крамарић 53’ |

| Словачка                      | 2:2    | Словенија            |
| ----------------------------- | ------ | -------------------- |
| Дуда 58’ (пен.) · Стрелец 74’ | Детаљи | Зајц 18’ · Мевља 62’ |

| Хрватска            | 1:0    | Русија |
| ------------------- | ------ | ------ |
| Кудрјашов 81’ (аг.) | Детаљи |        |

| Малта | 0:6    | Словачка                                          |
| ----- | ------ | ------------------------------------------------- |
|       | Детаљи | Руснак 6’, 16’ · Дуда 8’, 69’, 80’ · Де Марко 72’ |

| Словенија            | 2:1    | Кипар      |
| -------------------- | ------ | ---------- |
| Зајц 48’ · Черин 84’ | Детаљи | Какули 89’ |

## Стрелци
4 гола
| - Ондреј Дуда | - Јосип Иличић |

3 гола
| - Александар Јерохин - Артјом Дзјуба | - Иван Перишић - Лука Модрић | - Марио Пашалић |

2 гола
| - Кајн Атард - Џозеф Мбонг - Марио Фернандес - Федор Смолов - Алберт Руснак | - Давид Стрелец - Иван Шранц - Милан Шкринијар - Миха Зајц | - Санди Ловрић - Андреј Крамарић - Ловро Мајер - Марко Ливаја |

1 гол
| - Андроникос Какули - Јоанис Питас - Пјерос Сотирију - Фотијос Папулис - Александер Сатаријано - Зак Мускат - Јирген Дегабријел - Лук Гамбин - Александар Соболев - Алексеј Сутормин - Андреј Мостовој | - Антон Заболотниј - Георги Џикија - Зелимхан Бакаев - Игор Дивејев - Рифат Жемалетдинов - Вернон Де Марко - Лукаш Хараслин - Мартин Кошчелник - Роберт Боженик - Роберт Мак | - Адам Гнезда Черин - Андраж Шпорар - Бењамин Шешко - Миха Мевља - Петар Стојановић - Дује Ћалета-Цар - Јосип Брекало - Јошко Гвардијол - Марцело Брозовић - Никола Влашић |

Аутогол
| - Фјодор Кудрјашов (против Хрватске) - Милан Шкринијар (против Русије) - Марцело Брозовић (против Малте) |